# Richard Kingson
 Richard Kingson (Acra, Ghana, 13 de junio de 1978) es un exfutbolista ghanés. Actualmente es el entrenador de porteros de la selección de Ghana.

## Carrera
Kingson dejó su ciudad natal en 1996 para perseguir una carrera en Turquía, donde representó a seis clubes diferentes, y se convirtió en un ciudadano naturalizado, teniendo un nombre turco, Faruk Gürsoy, procedentes de Faruk Suren y Ergun Gürsoy. Su primer club en Turquía Galatasaray SK, quien firmó en diciembre de 1996, pero no jugó un solo partido allí. En la temporada 2004-05 cuando jugó con Galatasaray SK de nuevo, fue suspendido del fútbol por seis meses después de una prueba de dopaje.
Después de un período de tres meses a préstamo en el club sueco Hammarby IF, llamó la atención de otros clubes en Europa,  que incluye Aalborg Boldspilklub, Maccabi Tel Aviv y Birmingham City, finalmente unirse a la última. El 28 de agosto de 2007, Kingson hizo su debut con el Birmingham en un Copa de la Liga tercera ronda contra el Hereford United. Jugó una vez en el Premier League, una derrota por 2-0 ante el Portsmouth FC.
Al final de la temporada, copropietario de David Sullivan culpó de ir a la promoción y descenso del club en la calidad de los fichajes al anterior director de Steve Bruce ',. Kingson marca un "desperdicio de espacio"
Kingson estaba decepcionado y enojado por la injusticia percibida de la reacción de Sullivan, diciendo que "Una persona mayor, en su posición, tiene que.. hablar con madurez Tiene que ser un hombre responsable como co-propietario de hablar bien y un ejemplo para los jóvenes "
El contrato del jugador, que todavía tenía un año de ejecución, fue cancelado por consentimiento mutuo en el final de la 2007-08
Kingson se unió con el exentrenador Steve Bruce, cuando fichó por el Wigan Athletic el 12 de septiembre de 2008. Le dieron la camiseta número 22, el mismo número que lleva en Ghana. Hizo su debut con el primer equipo en la FA Cup tercera ronda contra el Tottenham Hotspur, donde su equipo perdió 3-1. Hizo su primera aparición Premier League para el club cuando reemplazó al lesionado Chris Kirkland después de 10 minutos del partido fuera de casa contra el West Bromwich Albion el 9 de mayo de 2009. Salvó un Tiro de Chris Brunt, pero Brunt fue capaz de anotar desde el rebote, y la partida terminó en una derrota 3-1.
Quedó libre después de que su contrato expiró el Wigan en la final de la temporada 2009/10. Tras quedar libre, fichó por los recién ascendidos Blackpool FC En septiembre de 2010.

## Selección nacional
Debutó con la Selección de fútbol de Ghana el 27 de marzo de 1996 ante Brasil. Con su selección disputó la Copa Mundial de Fútbol de 2006 en donde llegó a octavos de final; y a cuartos de final en Sudáfrica 2010.

### Participaciones en Copas del Mundo
| Mundial                        | Sede      | Resultado        |
| ------------------------------ | --------- | ---------------- |
| Copa Mundial de Fútbol de 2006 | Alemania  | Octavos de final |
| Copa Mundial de Fútbol de 2010 | Sudáfrica | Cuartos de final |

### Participaciones en Copa Africana de Naciones
| Copa Africana                  | Sede           | Resultado        |
| ------------------------------ | -------------- | ---------------- |
| Copa Africana de Naciones 2000 | Ghana/ Nigeria | Cuartos de final |
| Copa Africana de Naciones 2008 | Ghana          | Tercer lugar     |
| Copa Africana de Naciones 2010 | Angola         | Subcampeón       |

## Clubes
| Club            | País       | Año         |
| --------------- | ---------- | ----------- |
| Great Olympics  | Ghana      | 1996-1997   |
| Sakaryaspor     | Turquía    | 1998-1999   |
| Göztepe         | Turquía    | 1999-2001   |
| Antalyaspor     | Turquía    | 2001-2002   |
| Elazığspor´     | Turquía    | 2002-2003   |
| Ankaraspor      | Turquía    | 2003-2004   |
| Galatasaray     | Turquía    | 2004-2005   |
| Ankaraspor      | Turquía    | 2005-2007   |
| Hammarby IF     | Suecia     | 2007        |
| Birmingham City | Inglaterra | 2007-2008   |
| Wigan Athletic  | Inglaterra | 2008-2010   |
| Blackpool FC    | Inglaterra | 2010 - 2012 |
| Doxa Katokopias | Chipre     | 2013        |
| Balıkesirspor   | Turquía    | 2014        |
| Great Olympics  | Ghana      | 2015        |

## Soborno
El portero de la Selección ghanesa, Richard Kingson, confesó a medios nigerianos que durante la Copa del Mundo de Alemania 2006, lo intentaron sobornar para que  se dejase hacer goles durante el encuentro ante República Checa de la fase de grupos.
Kingson quien en estos momentos se encuentra cerca del retiro por no encontrar equipo dijo que le ofrecieron 300 mil dólares por perder el encuentro y así hacer que los checos se clasificaran a los octavos, por lo que dicha cantidad lo llegó a tentar.
“Me sentí confundido al ponderar las opciones de ser 300 mil dólares más rico después de ese partido, mientras que todo lo que obtendría si Ghana alcanzaba la victoria sería mucho menos, sólo tres mil dólares”, aseveró.
De la misma forma el cancerbero sentenció que ante la duda de tomar o no el dinero le preguntó a su esposa que hacer y esta le respondió: “Richard, no te quiero por tu dinero, así que no vayas a perder tu dignidad y credibilidad”.
Al final Ghana se adjudicó los tres puntos del partido con marcador de 2-0 y la conciencia de Kingson quedó libre de toda culpa, pues su selección accedió a la siguiente fase, donde fue eliminado por Brasil.